# Escura australis
Escura australis är en insektsart som först beskrevs av Peter Esben-Petersen 1915. 
Escura australis ingår i släktet Escura och familjen myrlejonsländor. Inga underarter finns listade i Catalogue of Life.